# Euchaetis elsieae
Euchaetis elsieae är en vinruteväxtart som beskrevs av I.J.M. Williams. Euchaetis elsieae ingår i släktet Euchaetis och familjen vinruteväxter. Inga underarter finns listade i Catalogue of Life.